# 阿威梯克·伊萨克扬
阿威梯克·沙科维奇·伊萨克扬（1875年10月30日—1957年10月17日），俄罗斯帝国和苏联时期的亚美尼亚著名的抒情诗人、作家和公共活动家。伊萨克扬从17岁开始发表作品，在22岁时出版第一本抒情诗集《歌声与创伤》。伊萨克扬曾于1946年获得了斯大林奖金一等奖。

## 生平
1875年10月30日，伊萨克扬出生于俄罗斯帝国帝国当时亚美尼亚人聚居的埃里温省城市亚历山德罗波尔，也就是后来亚美尼亚的久姆里。他曾在埃奇米阿津的凯沃尔基安神学院中接受教育，并且后来在莱比锡大学学习了哲学和人类学。他在少年时代就开始了自己的文学创作和政治生涯。1895年，他从莱比锡回来，加入了亚美尼亚革命联盟新成立的亚历山德罗波尔委员会。他为将武装和经济援助从亚历山德罗波尔送到西亚美尼亚而多方活动。1896年，他被逮捕，在埃里温的监狱中待了一年。
后来伊萨克扬出国到瑞士的苏黎世大学参加了文学和哲学史的课程。1902年，他回到祖国，而后迁居第比利斯。1908年，他与霍夫汉内斯·图马尼扬等其他158名亚美尼亚知识分子一道被捕，他在第比利斯的Metekha监狱中待了半年后被保释出狱。1911年，他由于参加革命活动而被俄罗斯帝国驱逐，待在高加索地区已经是不可能了，所有他又去了国外。
伊萨克扬不相信青年土耳其党人政府关于给予西亚美尼亚自治的承诺。他认为泛突厥主义是要消灭所有的亚美尼亚人的，而且他还认为土耳其的支持者德国是有能力阻止这些的，所以去了柏林。他在那里和一些德国知识分子一起参加了德国亚美尼亚运动，创建了杂志《梅斯罗布》。1914年，他与约翰内斯·莱普修斯和保罗·罗尔巴克一起组建了德国亚美尼亚社。同年，第一次世界大战爆发，惨绝人寰的大屠杀证实了他对青年土耳其党人政府无常本质的预言。在战争和亚美尼亚种族大屠杀之后，伊萨克扬通过他的作品描述了亚美尼亚人悲惨的命运和为了自由而进行的英勇斗争。在这期间，伊萨克扬主要通过社会和政治文章表达了自己的思想，讨论了亚美尼亚的事物，亚美尼亚的统一和亚美尼亚政府的恢复等等。
苏联作家科尔涅伊·楚科夫斯基于1926年在基斯洛沃茨克与伊萨克扬会见，并在日记中记下了这一件事情。1930年，伊萨克扬又出国到巴黎定居。在1936年他搬回了亚美尼亚苏维埃社会主义共和国并定居之前，他多居住在法国和瑞士等地，结识了很多知识分子。伊萨克杨在1943年被选入了亚美尼亚科学协会，1944年被选为亚美尼亚作家联盟的主席。他在1946年获得了斯大林国家奖，还曾是保护和平苏维埃委员会成员和亚美尼亚苏维埃社会主义共和国最高苏维埃第二届到第四届代表。伊萨克扬曾受到了亚美尼亚共产党第一书记格里戈里·阿鲁秋尼扬的保护，1937年，伊萨克扬被从苏联内务部提交的一份要逮捕的著名亚美尼亚人的名单中剔掉。与其他很多亚美尼亚知识分子一样，伊萨克扬也在埃里温拥有宅邸。
1957年10月17日，阿威梯克·伊萨克扬逝世，遗体被葬在了埃里温市中心的科米塔斯先贤祠。

## 创作

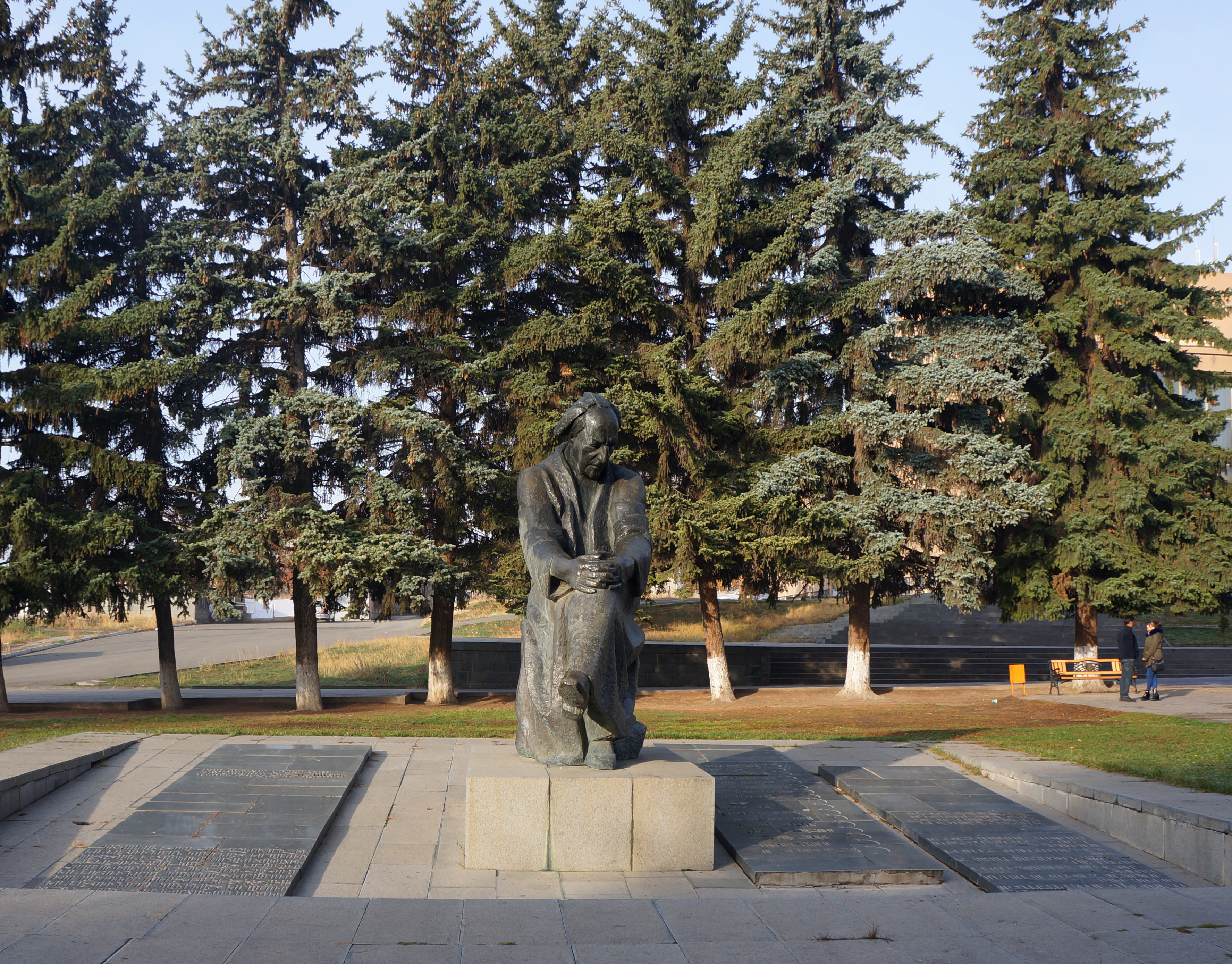
久姆里的阿威梯克·伊萨克扬塑像

伊萨克扬在1897年出狱后发表了他的第一本诗集《歌声与创伤》，然而不久他就因参加反对俄国沙皇的活动而又被拘留送到了敖德萨。他诗歌中的抒情性、情感和旋律让他迅速成名。他的佳作中充满了对人类宿命和生活不公的悲思和哀思。他的作品充满了对祖国和人民的热爱。1899年至1906年间，他创作了《黑盗客之歌》诗编，这是献给亚美尼亚自由斗争的最早的亚美尼亚古典诗歌。
小说《Usta Karo》描述了19世纪到20世纪初亚美尼亚的政治和事务，该小说一直没写完，它的创作伴随了伊萨克扬的一生。作者曾经说过“在亚美尼亚问题解决后，Usta Karo就写完了”。伊萨克扬无法接受将亚美尼亚肢解的主意，他心里一直非常痛苦。但他一直相信终有一天亚美尼亚人将重归故土。伊萨克扬1926年返回亚美尼亚后出版了新一批的诗歌和故事，如1928年的《A Pipe of Patience》。1930年至1936年间，他一直住在海外。1936年他又搬回了亚美尼亚，此后他创作了很多著名的作品，包括1937年的《萨斯娜·美赫》，1939年的《我们的历史学家和我们的吟游诗人》，1940年的《致我的祖国》，1942年的《亚美尼亚文学》等。
1909年至1911年间创作的《阿布拉拉·马哈利》是他最好的作品，其他著名作品还有《歌曲与小说》和《母亲的心脏》等。作为一个浪漫派诗人，伊萨克扬最出名的是献给初恋的《在Realto桥上》。第二次世界大战（1941年到1945年）期间，他创作的爱国主义诗歌有1941年的《Martial Call》和《我的心在山顶上》，1942年的《西蒙·扎吉扬娜永垂不朽》，1945年的《伟大胜利的日子》等等。他创作的作品充满了人文主义，包含有俄罗斯和世界文学的优良传统，与亚美尼亚人的历史和文化深深地联系到了一起。俄罗斯诗人亚历山大·勃洛克曾这样称赞他：“一流的诗人，清新而质朴，也许无法在欧洲找到另一个了。”
伊萨克扬的作品被翻译成了很多种语言，勃洛克、勃留索夫、蒲宁、帕斯捷尔纳克、韦拉·萨金塞夫、安娜·艾哈迈托娃、叶连娜·阿列克萨尼扬都曾翻译过，而且他的很多诗歌还被谱成了歌曲。

## 荣誉与奖项
- 1946年的斯大林奖一等奖：凭苏德战争的爱国诗歌《伟大的斯大林》《我的祖国》《我们的奋斗》《我的心在山顶上》《西蒙·扎吉扬娜永垂不朽》
- 两个列宁勋章
- 伟大卫国战争中忘我劳动奖章

## 纪念
- 亚美尼亚共和国首都埃里温有阿威梯克·伊萨克扬博物馆
- 苏联于1975年将阿威梯克·伊萨克扬印在了邮票上
- 亚美尼亚于2000年将阿威梯克·伊萨克扬印在了邮票上
- 在埃里温和久姆里有阿威梯克·伊萨克扬纪念碑
- 吉洪诺夫曾创作诗歌《阿威梯克·伊萨克扬》
- 韦拉·萨金塞夫（俄语：Звягинцева, Вера Клавдиевна）曾创作诗歌《阿威梯克·伊萨克扬》

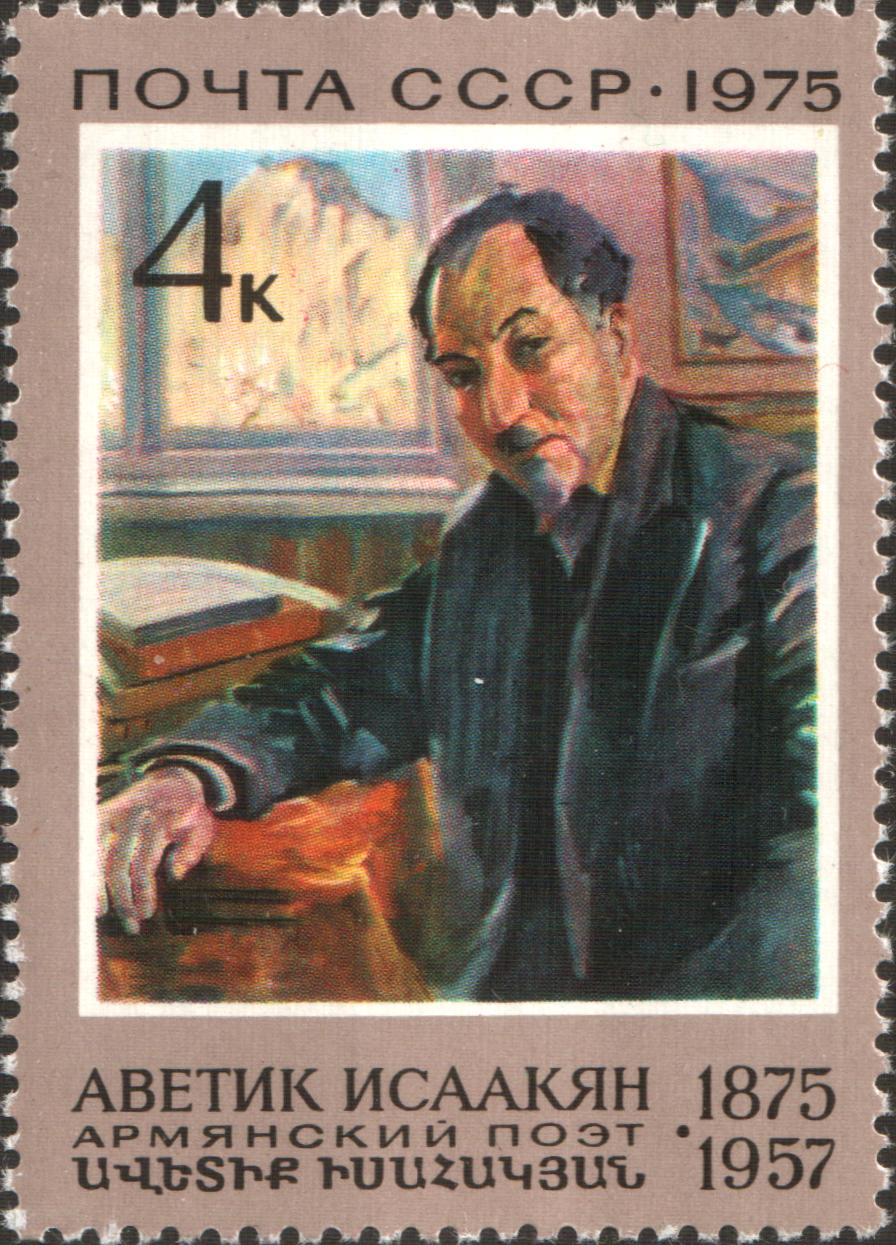
苏联1975年邮票上的阿威梯克·伊萨克扬
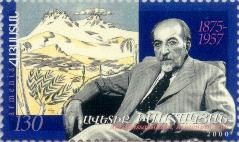
亚美尼亚2000年邮票上的阿威梯克·伊萨克扬
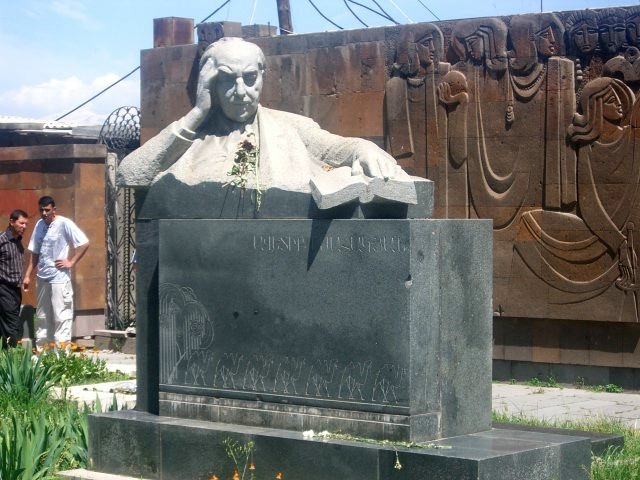
阿威梯克·伊萨克扬之墓
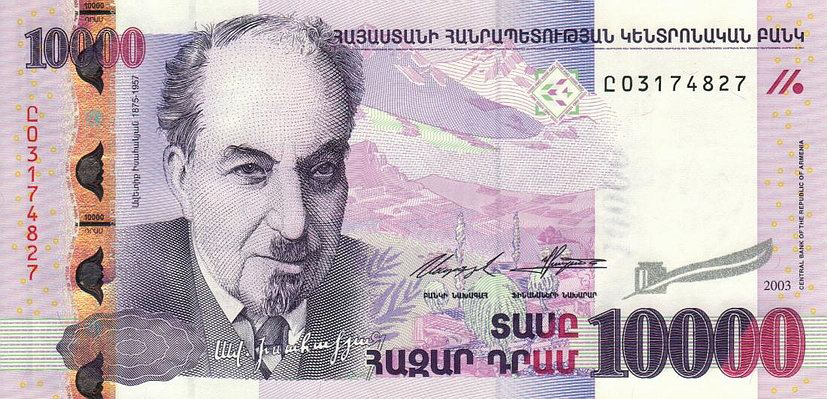
亚美尼亚10000德拉姆纸币上的阿威梯克·伊萨克扬